# Brodica
Brodica (cyr. Бродица) – wieś w Serbii, w okręgu braniczewskim, w gminie Kučevo. W 2011 roku liczyła 355 mieszkańców.